# I-27
I-27 — підводний човен Імперського флоту Японії, який взяв участь у Другій світовій війні. Мав один з найбільших переможних рахунків серед підводних човнів своєї країни, потопивши 13 транспортних суден (та 2 торпедні катери разом з одним із них).

## Передвоєнна історія
Корабель спорудили на верфі компанії Sasebo Navy Yard. Човни типу B, підтипу B1 (він же клас I-15), до яких належав I-27, мали великі розміри (їх надводна водотоннажність перевищувала підводний показник океанських підводних човнів США) та могли нести розвідувальний літак або, після переобладнання, мінісубмарину для диверсійних операцій.
I-27 завершили у лютому 1942-го та включили до складу 14-ї дивізії підводних човнів (невдовзі увійшла до 8-ї ескадри підводних човнів).

## Перший похід
15 квітня I-27 полишив Японію та попрямував на схід Каролінських островів до атола Трук (ще до війни була створена потужна база Імперського флоту, з якої до лютого 1944-го провадились операції в цілому ряді архіпелагів). Через три доби на Японію здійснило рейд авіаносне з'єднання Дуліттла, внаслідок чого до Океанії висланий цілий загін підводних човнів з наказом провести пошук ворожих кораблів, проте не досягнув якогось успіху. 24 квітня I-27 прибув на Трук.
27 квітня човен вийшов у перший бойовий похід із завданням діяти біля східного узбережжя Австралії та тим сприяти «Операції МО» — десанту в Порт-Морсбі на Новій Гвінеї. 3 травня I-27 прибув у район Брисбену. Втім, внаслідок битви в Кораловому морі 8 травня висадку в Порт-Морсбі скасували, і 11 травня I-27 відкликали на базу.

## Атака на Сідней
17 травня 1942-го човен прибув на Трук, де прийняв на борт диверсійну мінісубмарину HA-14, доправлену з Японії на борту гідроавіаносця «Тійода».
18 травня I-27 полишив Трук разом з підводними човнами I-22 та I-24 та попрямував для завдання удару по Австралії. Також до операції залучили човни I-29 та I-21, які несли не мінісубмарини, а літаки. 22 травня під час переходу на I-27, який провадив зарядку батарей у надводному положенні, скинув дві бомби ворожий бомбардувальник, проте не поцілив.
23 травня повітряну розвідку над Сіднеєм провів літак з I-29, а 29 травня те саме зробив літак з I-21. Останній виявив важкий крейсер «Чикаго» (прийнятий за лінійний корабель), доповідь про який сприяла прийняттю рішення про атаку на гавань.
30 травня човни з мінісубмаринами прибули в район Сіднея та ввечері 31 травня в районі за 13 км на схід від Сіднея запустили свої мінісубмарини. HA-14 першою спробувала увійти до гавані, поминула одну протичовнову сітку, але заплуталась у другій. Тут вона була помічена з плавучого крана, на виклик якого прибув переобладнаний патрульний катер HMAS Lolita. Перші дві скинуті ним глибинні бомби не здетонували через малу глибину, а коли катер вийшов у третю атаку, екіпаж мінісубмарини підірвав її. Інцидент з HA-14 попередив охорону гавані про присутність ворожих підводних човнів і невдовзі почались їх активні пошуки. Згодом мінісубмарина з I-24 все-таки змогла проникнути в гавань та випустити торпеди по «Чикаго», проте не поцілила.

## Боротьба з судноплавством поблизу Австралії
Не зустрівши своєї мінісубмарини, I-27 узявся за боротьбу з ворожим судноплавством біля узбережжя Австралії в Бассовій протоці. На світанку 4 червня човен атакував судно Barwon, яке самостійно прямувало з Мельбурну до Порт-Кембла. Втім, випущена торпеда пройшла під кілем та вибухнула на відстані двохсот метрів від Barwon, яке змогло полишити місце нападу (переживе війну та буде втрачене аж у 1972 році при посадці на рифи поблизу тайванського Гаосюна). Ввечері тієї ж доби човен перестрів судно Iron Crown (3353 тонни), що везло залізну руду з Уайалли до Порт-Кембла. Цього разу торпеда влучила в ціль і всього за хвилину судно затонуло, забравши з собою 38 членів екіпажу. Відтак по I-27 відкрив вогонь із гармати інший рудовоз, а патрульний літак «Хадсон» скинув на човен дві глибинні бомби, проте ці дії не завдали шкоди I-27.
25 червня 1942-го човен прибув до бази на атолі Кваджелейн (Маршаллові острови), звідки 17–23 липня перейшов до Куре.

## Третій похід
Ще у квітні 1942-го 8-ма ескадра підводних човнів вислала для дій у Індійському океані загін, що став базуватись у Пенанзі (західне узбережжя півострова Малакка). У серпні кілька човнів повернулись звідти в Японію для ремонту, натомість у Пенанг відправили I-27 та I-29. Протягом 15–24 серпня I-27 здійснив перехід до Малаї, а 29 серпня вирушив до району бойового патрулювання у Бенгальській затоці.
Наприкінці першої декади вересня човен невдало атакував два транспорти, а вже 11 вересня був вимушений повернутись до Пенанга через несправність клапана баластної цистерни.

## Четвертий похід
З 13 вересня по 1 жовтня I-27 проходив ремонт у Сінгапурі, а 4 жовтня знову вирушив з Пенангу до району бойового патрулювання, цього разу до узбережжя Оману.
18 жовтня поблизу Рас-ель-Хадд (східне завершення Аравійського півострова) човен атакував пароплав Empire Bowman та поцілив його двома торпедами. Втім, жодна з них не здетонувала і судно змогло полишити місце нападу (у березні 1943-го буде потоплене німецьким підводним човном U-404).
22 жовтня за сотню кілометрів на південний схід від Рас-ель-Хадд I-27 торпедував та потопив пароплав Ocean Vintage (7174 тонни), який ішов з генеральним вантажем з Нью-Йорка до іранського Бендер-Шахпура.
7 листопада човен повернувся до Пенангу, а з 10 по 27 листопада пройшов ремонт у Сінгапурі.

## П'ятий похід
29 листопада 1942-го I-27 вийшов у черговий похід з метою діяти в Бенгальській затоці, при цьому, як і під час третього походу, йому не вдалось досягти тут якихось успіхів. 12 січня 1943-го човен повернувся до Пенангу.
27 січня він вирушив до Сінгапуру та перебував там на ремонті до 18 лютого.

## Шостий похід
26 лютого 1943-го I-27 вийшов у похід в район островів Чагос (невеликий архіпелаг південніше від Мальдівів).
8 березня дещо більше ніж за чотири сотні кілометрів на південний захід від Коломбо човен атакував судно, яким, ймовірно, був транспорт типу «Ліберті» Joseph Wheeler. Втім, обидві випущені торпеди пройшли повз ціль (Joseph Wheeler загине у грудні 1943-го під час німецького нальоту на італійський порт Барі, під час якого буде потоплено 17 транспортних суден).
Зате 20 березня в Аравійському морі за п'ять з половиною сотень кілометрів від Кочіна I-27 вдалось торпедувати та потопити транспорт Fort Mumford (7132 тонни), який прямував з військовими вантажами з канадського Ванкувера до Середземного моря.
24 березня в районі островів Чагос човен безрезультатно атакував неідентифікований танкер, а 9 квітня повернувся до Пенанга.

## Сьомий похід
1 травня 1943-го човен вийшов для бойового патрулювання у західній частині Індійського океану. 7 травня в районі за шість сотень кілометрів на південний захід від Коломбо I-27 торпедував та потопив нідерландське судно Berakit (захоплене в травні 1940-го німецьке Vogtland, 6608 тонн), яке прямувало з Коломбо до Дурбана. Капітана судна при цьому узяли в полон.
До кінця травня човен здійснив ще дві атаки на неідентифіковані транспортні судна, котрі, втім, виявились безрезультатними. А от 3 червня біля узбережжя Оману за дві з половиною сотні кілометрів на південь від острова Масіра I-27 знищив торпедами вантажне судно Montanan (4897 тонн).
24 червня в Оманській затоці неподалік від східного входу до Ормузької протоки човен торпедував танкер British Venture (4696 тонн), який прямував з вантажем нафтопродуктів із Абадана до Бомбея. Судно затонуло всього за дві хвилини, при цьому загинуло 42 члени екіпажу із 61. Через чотири доби I-27 атакував пароплав Dah Puh (1974 тонни), який прямував із Басри до Карачі та зупинився в оманському Маскаті для вивантаження бітуму. Після торпедування судно розкололось на дві частини, одна з яких протрималась на воді ще кілька годин, проте в підсумку також затонула. Внаслідок атаки загинуло 44 особи з числа членів екіпажу та портових вантажників.
5 липня так само в Оманській затоці за сотню кілометрів на північний схід від Маската I-27 атакував конвой PA-44, що прямував з Абадану до уругвайського Монтевідео, та торпедував вантажне судно Alcoa Prospector. Тральщик зі складу ескорту прийняв команду ураженого судна на борт, проте Alcoa Prospector не затонув, і наступної доби екіпаж повернувся на нього. Ще через день прибув буксир, який повів транспорт до іранського Бендер-Аббасу (Alcoa Prospector буде відремонтоване та переживе війну).
14 липня човен повернувся до Пенанга, а з 23 липня по 17 серпня проходив ремонт у Сінгапурі.

## Восьмий похід
29 серпня човен вийшов для бойового патрулювання у західній частині Індійського океану. 7 вересня неподалік від Мальдівських островів за шість з половиною сотень кілометрів на південний захід від Коломбо I-27 випустив 5 торпед по судну типа «Ліберті» Lyman Stewart, яке прямувало з Коломбо до Дурбана. Лише одна з них влучила в ціль, але й та не здетонувала. Човен сплив на поверхню, щоб використати артилерію, проте коли з судна відкрили вогонь, I-27 занурився (Lyman Stewart у підсумку переживе війну).
9 вересня у Лаккадивському морі за три з половиною сотні кілометрів на південний захід від Кочі I-27 торпедував судно Larchbank (5151 тонна), що прямувало з Балтимору до Калькутти. Судно затонуло всього за дві хвилини, при цьому загинуло 46 членів екіпажу. Разом з Larchbank були втрачені торпедні катери MTB-284 та MTB-285 (а також 8 десантних катерів та 4 танки).
24 вересня човен повернувся до Пенангу, а з 26 вересня по 10 жовтня проходив ремонт у Сінгапурі.

## Дев'ятий похід
19 жовтня I-27 вийшов для бойового патрулювання у Аденській затоці та Аравійському морі. При цьому наприкінці того ж місяця він провів рекогносцирування якірної стоянки Макатін-аль-Кабір та порту Аль-Мукалла на південному узбережжі Ємену, а 27 листопада човен рекогносцирував острів Перім у Баб-ель-Мандебській протоці, що веде до Червоного моря.
У проміжку між розвідувальними діями I-27 здійснив дві вдалі атаки проти судноплавства. 10 листопада біля східного входу зазначеної протоки він торпедував та потопив судно типу «Ліберті» Sambo (7219 тонн), яке прямувало з Перу до Суеца з нітратами та генеральними вантажами. А 18 листопада в Аденській затоці поблизу центральної частини узбережжя Британського Сомалі човен унаслідок торпедної атаки знищив інше судно типу «Ліберті» Sambridge (7219 тонн), яке йшло переважно у баласті з Мадраса до Адена.
29 листопада на східному вході до Баб-ель-Мандебської протоки за сім десятків кілометрів від острова Перім I-27 торпедував та потопив грецький пароплав Athina Livanos (4824 тонни). 2 грудня в районі за сто тридцять кілометрів на південь — південний-схід від Адену човен знищив торпедною атакою інше грецьке судно Nitsa (4732 тонни), яке йшло до Адену з Калькутти.
3 грудня поблизу центральної частини узбережжя Британського Сомалі (за дві сотні кілометрів на південний схід від Адена) I-27 пошкодив торпедою судно Fort Camosun, котре, тим не менше, змогло дійти до Калькутти. Можливо відзначити, що у червні 1942-го це судно вже було пошкоджене японським підводним човном I-25 біля західного узбережжя Північної Америки, а в підсумку зможе пережити війну.
17 грудня 1943-го човен повернувся до Пенанга. При цьому з 15 грудня внаслідок ліквідації 14-ї дивізії підводних човнів він був напряму підпорядкований командуванню 8-ї ескадри.

## Десятий похід
4 лютого 1944-го I-27 вийшов у похід до Аденської затоки, маючи на борту, окрім екіпажу з 98 осіб, також кореспондента газети «Асахі-Сімбун».
12 лютого дещо західніше від південної частини Мальдівського архіпелагу човен зустрів конвой KR.8, транспорти якого перевозили війська з Занзібару до Коломбо під охороною важкого крейсера «Гокінс» та есмінців «Паладин» і «Пітард». Човен наблизився до конвою на перископній глибині та випустив чотири торпеди по крейсеру, частково перекритому силуетом транспорту Khedive Ismail (7513 тонн). В останній влучили дві торпеди, внаслідок чого судно розломилось навпіл, причому обидві частини затонули протягом 1 хвилини та 40 секунд. Разом з транспортом загинуло 1279 осіб із 1511, які перебували на борту. Дві інші торпеди йшли на крейсер, проте він встиг ухилитись від них.
Під час атаки перископ I-27 помітила артилерійська команда з транспорту Varsova, проте вона не змогла вразити його через дуже малу відстань (кілька десятків метрів) та неможливість відповідним чином опустити ствол гармати. Протягом години після нападу «Паладин» і «Пітард» провели низку атак глибинними бомбами, орієнтуючись передусім на дані сонарів, проте в підсумку втратили контакт і рятували тих, хто вижив.
Втім, менш ніж за годину I-27 неочікувано сплив на поверхню всього менш ніж за 3 км від есмінців. Останні відкрили вогонь зі всіх гармат, а «Пітард» наблизився та скинув кілька глибинних бомб. Втім, човен почав занурюватись і тоді «Паладин» пішов на таран. Коли він перебував на дистанції близько 0,5 км, з іншого есмінця передали наказ не таранити ворожий корабель. «Паладин» спробував відвернути, проте все-таки притерся бортом до I-27 та пропоров його в підводній частині на довжину 24 метри. Внаслідок надходження води есмінець втратив хід, проте встиг скинути глибинну бомбу, що здетонувала під носовою частиною підводного човна.
На палубу I-27 вибрались кілька моряків, які спробували дістатись до головної гармати. Проте вони були знищені вогнем із зенітної зброї Paladin-а. Після цього «Пітард» вразив бойову рубку I-27 зі своїх 102-мм гармат. Втім, здавалось, що снаряди есмінця не призводять до суттєвих пошкоджень міцного корпусу підводного човна. Серед запропонованих варіантів подальших дій був навіть можливий абордаж, проте спочатку обрали обстріл торпедами. Послідовно випустили сім торпед, лише остання з них влучила в I-27 та призвела до його загибелі, загинули всі, хто перебував на борту.
Не виключено, що підйом човна на поверхню поряд з ескортом був викликаний несправностями з кермом, котрі відзначали ще під час попереднього походу.

## Бойовий рахунок
| Дата       | Назва           | Тип     | Тоннаж | Місце            |
| 04.06.1942 | Iron Crown      | рудовоз | 3353   | 38°17'S 149°44'E |
| 22.10.1942 | Ocean Vintage   |         | 7174   | 21°37'N 60°6'E   |
| 20.03.1943 | Fort Mumford    |         | 7132   | 10°0'N 71°0'E    |
| 01.05.1943 | Berakit         |         | 6608   | 3°40'N 75°20'E   |
| 03.06.1943 | Montanan        |         | 4897   | 17°54'N 58°9'E   |
| 24.06.1943 | British Venture | танкер  | 4696   | 25°13'N 58°2'E   |
| 28.06.1943 | Dah Puh         |         | 1974   | 23°36'N 58°23'E  |
| 09.09.1943 | Larchbank       |         | 5151   | 7°38'N 74°0'E    |
| 10.11.1943 | Sambo           |         | 7219   | 12°28'N 43°31'E  |
| 18.11.1943 | Sambridge       |         | 7219   | 11°25'N 47°25'E  |
| 29.11.1943 | Athina Livanos  |         | 4824   | 12°23'N 44°0'E   |
| 02.12.1943 | Nitsa           |         | 4732   | 11°42'N 45°32'E  |
| 12.02.1944 | Khedive Ismail  |         | 7513   | 1°25'N 72°22'E   |

Крім того, разом із потопленим судном затонули торпедні катери MTB-284 та MTB-285.